# Brent Smith
Brent Smith, né le 10 janvier 1978 est le chanteur et auteur-compositeur du groupe Shinedown. Il est connu pour son impressionnante gamme vocale qui s'étend sur quatre octaves.

## Carrière
Au début des années 1990 Brent Smith chantait dans le groupe Blind Thought, puis il a fait partie d'un autre groupe du nom de Dreve avec lequel il apparaissait dans la zone Est du Tennessee. On lui a vite donné un contact de développement à Atlantic Records, cependant, Brent voulait trouver d'autre musiciens pour former un nouveau groupe qui va donner par la suite Shinedown.
Brent est un cousin de l'actrice Olivia Wilde, qui lui a présenté Zach Myers. Quand Shinedown a eu besoin d'un bassiste en 2005, Brent a demandé à Zach Myers de le devenir. Zach a alors accepté la proposition.

## Vie privée
Brent Smith a souffert d'une dépendance aux drogues telles que la cocaïne ou l'OxyContin. Il est redevenu sobre en 2008, sobriété qu'il relie à la naissance de son fils Lyric, déclarant qu'il l'a sauvé de sa dépendance aux drogues. Il a écrit la chanson If You Only Knew pour la mère de son enfant alors qu'il s'était promis de ne jamais écrire une chanson d'amour. Il parle souvent de cette chanson durant ses concerts.

## Collaborations
- Il a travaillé sur une chanson en collaboration avec le groupe de hard rock Saliva, Don't Question My Heart qui deviendra la musique du générique de la ECW, et qui apparaîtra dans l'album WWE The Music, Vol. 8.
- Il a également travaillé sur une autre chanson avec le groupe Saliva se nommant My Own Worst Enemy qui apparaît sur le sixième album de Saliva Cinco Diablo.
- Il a coécrit la chanson There and Back Again sur le premier album auto-intitulé du groupe Daughtry.
- Brent apparaît dans les chœurs sur le single de Theory of a Deadman nommé So Happy.
- Brent a repris de façon acoustique la chanson Nutshell du groupe Alice In Chains en duo avec Shaun Morgan, le chanteur du groupe Seether Cette chanson apparaît sur l'album The 97X Green Room: Volume 2.
- Brent apparaît vocalement sur la chanson Not Strong Enough du groupe Apocalyptica de leur nouvel album 7th Symphony.
- Brent a également travaillé avec le groupe In This Moment pour la musique "Sexual Hallucinations"

## Discographie

### Shinedown
- Leave a Whisper (2003, Atlantic Records)
- Us and Them (2005, Atlantic Records)
- The Sound of Madness (2008, Atlantic Records)
- Amaryllis (2012, Atlantic Records)
- Threat To Survival (2015, Atlantic Records)
- Attention Attention (2018, Atlantic Records)

### Smith & Myers
- Volumes, 1 & 2 (2020, Atlantic Records)
- Acoustic Sessions (2014, Atlantic Records)

### Participation

#### Daughtry
- Daughtry (2006)

#### Saliva
- Cinco Diablo (2008)

#### Apocalyptica
- 7th Symphony (2010)

### Sources
- (en) Cet article est partiellement ou en totalité issu de l’article de Wikipédia en anglais intitulé « Brent Smith » (voir la liste des auteurs).